# Neonauclea subulifera
Neonauclea subulifera là một loài thực vật có hoa trong họ Thiến thảo. Loài này được Ridsdale mô tả khoa học đầu tiên năm 1989.